# Ларионово (Вологодская область)
Ларионово — деревня в Шекснинском районе Вологодской области.
Входит в состав сельского поселения Фоминского, с точки зрения административно-территориального деления — в Фоминский сельсовет.
Расстояние по автодороге до районного центра Шексны — 55 км, до центра муниципального образования Фоминского по прямой — 0,7 км. Ближайшие населённые пункты — Гвоздево, Русаново, Фоминское.
По переписи 2002 года население — 157 человек (76 мужчин, 81 женщина). Всё население — русские.